# Yahya Abdul-Mateen II
Yahya Abdul-Mateen II (/ˈjɑːhiə/; sinh ngày 15 tháng 7 năm 1986) là một diễn viên người Mỹ. Anh đã đóng vai Black Manta trong các bộ phim Vũ trụ Mở rộng DC Aquaman và Bobby Seale trong bộ phim pháp lý lịch sử Netflix The Trial của Chicago 7. Với vai diễn Cal Abar trong loạt phim giới hạn HBO Watchmen, anh ấy đã giành được Giải thưởng Primetime Emmy cho Nam diễn viên phụ xuất sắc trong một bộ phim hoặc bộ phim có giới hạn. Anh cũng đóng vai chính trong một tập của The Handmaid's Tale và Black Mirror.
Abdul-Mateen đóng vai hóa thân của Morpheus và Agent Smith trong The Matrix Resurrections.

## Đầu đời
Abdul-Mateen sinh ra ở New Orleans, Louisiana, với người cha là người theo đạo Hồi, Yahya Abdul-Mateen I (1945–2007), và mẹ là người theo đạo Thiên chúa, Mary. Anh là con út trong gia đình có sáu người con. Anh ấy trải qua thời thơ ấu của mình trong Magnolia Projects of New Orleans, và sau đó chuyển đến Oakland, California, nơi anh ấy theo học tại trường trung học McClymonds. Tại McClymonds, anh ấy là một vận động viên (anh ấy đã đấu với nhà vô địch NFL trong tương lai là Marshawn Lynch) và tự mô tả là một người đam mê cờ vua. Anh cũng là vua vũ hội. Cuối cùng gia đình đã được định giá khỏi Oakland và chuyển đến Stockton, California.
Trong thời gian học tại Đại học California tại Berkeley, nơi Mateen bắt đầu trở thành thành viên của Alpha Phi Alpha và thi đấu với tư cách là vận động viên vượt rào cho California Golden Bears, một đồng đội đề nghị anh tham gia một lớp học sân khấu; lớp học đó đã giúp anh ấy khắc phục chứng nói lắp của mình. Anh tốt nghiệp ngành kiến trúc và sau đó làm công việc quy hoạch thành phố ở San Francisco. Sau khi bị cho thôi việc, anh đã tận dụng cơ hội để nộp đơn vào các trường kịch nghệ, tại đó anh được Trường Nghệ thuật Tisch của Đại học New York , Viện Đào tạo Sân khấu Cao cấp , chấp nhận.tại Đại học Harvard, và Trường Kịch nghệ Yale; anh tốt nghiệp Thạc sĩ Mỹ thuật tại Yale và làm diễn viên sân khấu.

## Sự nghiệp
Thời kỳ đầu trong sự nghiệp của mình, Abdul-Mateen kiên quyết không thay đổi tên Hồi giáo của mình hoặc sử dụng nghệ danh, chống lại những ám chỉ rằng việc có một cái tên Hồi giáo sẽ cản trở thành công của anh ấy. Năm 2016, Abdul-Mateen bắt đầu sự nghiệp diễn xuất của mình với bộ phim truyền hình ca nhạc The Get Down của Stephen Adly Guirgis và Baz Luhrmann, được công chiếu trên Netflix. Nhân vật Clarence "Cadillac" Caldwell của anh là một ông hoàng của thế giới disco. Anh được khen ngợi vì diễn xuất của mình trong loạt phim.

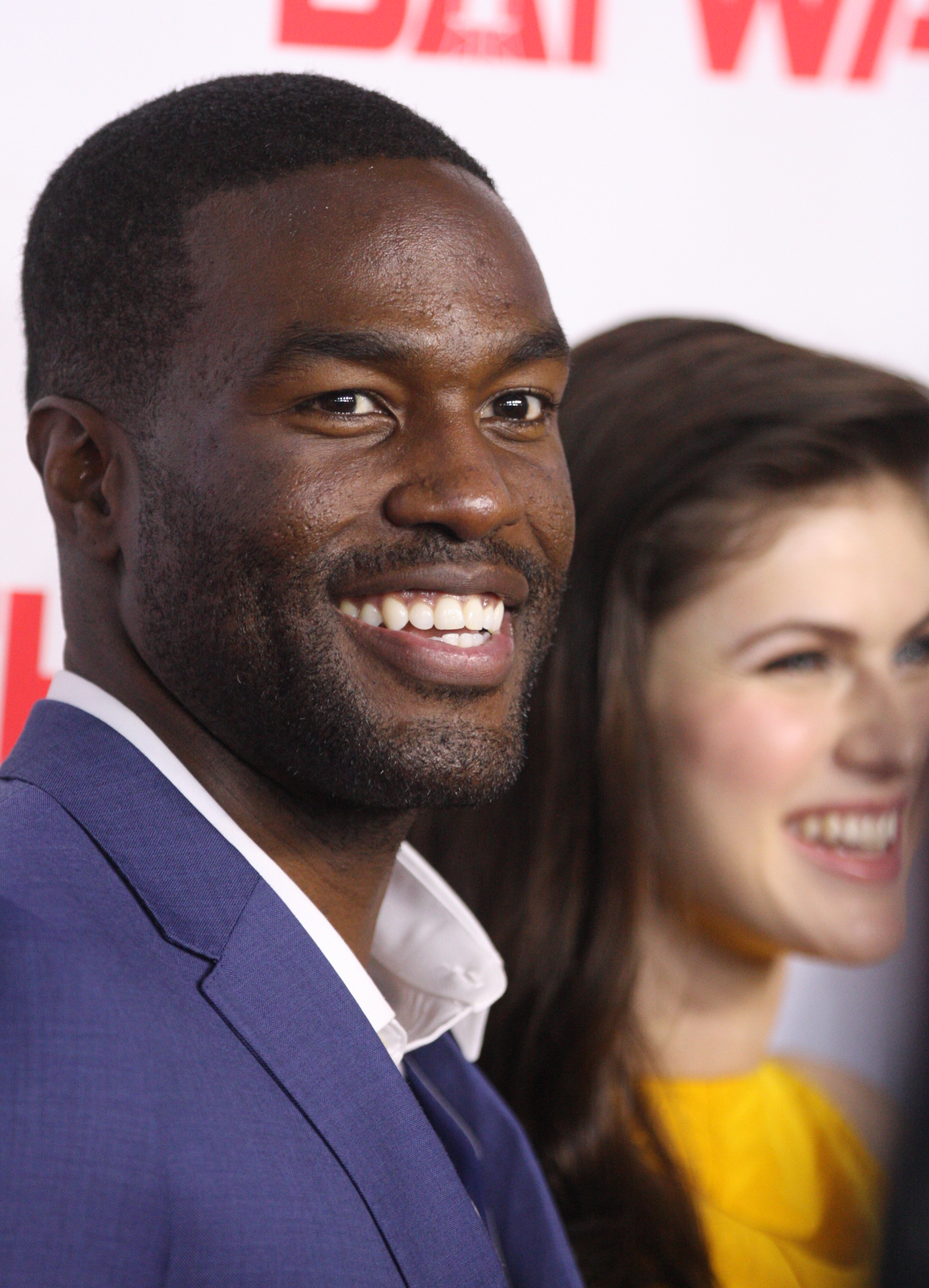
Abdul-Mateen năm 2017.

Năm 2017, Abdul-Mateen xuất hiện trong bộ phim truyền hình The Vanishing of Sidney Hall của Shawn Christensen, trong vai Duane. Phim được công chiếu lần đầu tại Liên hoan phim Sundance 2017.
Abdul-Mateen đã đóng vai một cảnh sát, Garner Ellerbee, trong bộ phim hài hành động Baywatch cùng với Dwayne Johnson và Zac Efron, và do Seth Gordon đạo diễn. Bộ phim được phát hành vào ngày 25 tháng 5 năm 2017. Anh cũng đóng vai WD Wheeler, một đối tác nhào lộn tay đôi thông minh, trong bộ phim ca nhạc The Greatest Showman (2017), cũng có sự tham gia của Efron, cũng như với Hugh Jackman, Michelle Williams, Rebecca Ferguson và Zendaya, về người trình diễn người Mỹ P.T. Barnum.
Năm 2018, anh đóng vai chính trong bộ phim truyền hình về chuyến đi đường dài Boundaries, cùng với Vera Farmiga và Christopher Plummer, do Shana Feste đạo diễn và viết kịch bản; và đóng vai phản diện Black Manta của DC Comics trong bộ phim Aquaman, khởi quay vào tháng 5 năm 2017 tại Úc. Năm 2018, Abdul-Mateen được chọn tham gia một phần hồi tưởng với vai cha của nhân vật chính trong bộ phim kinh dị Us, do Jordan Peele đạo diễn, được phát hành vào tháng 3 năm 2019.
Vào tháng 2 năm 2019, có thông tin xác nhận rằng Abdul-Mateen đang đàm phán để đóng vai chính trong bộ phim khởi động lại Candyman do Jordan Peele sản xuất với tư cách là nhân vật tiêu đề, với sự chỉ đạo của Nia DaCosta. Phim được phát hành tại rạp vào ngày 27 tháng 8 năm 2021, với những đánh giá tích cực.
Vào tháng 3 năm 2019, có thông báo rằng Abdul-Mateen đã được chọn vào vai trong mùa thứ năm của loạt phim khoa học viễn tưởng Black Mirror của Netflix. Cuối năm đó, anh đóng vai Cal Abar, được gọi là Doctor Manhattan, trong bộ phim truyền hình siêu anh hùng của HBO Watchmen, mang về cho anh giải Emmy đầu tiên cho Nam diễn viên phụ xuất sắc trong một loạt phim Hạn chế hoặc Đặc biệt vào tháng 9 năm 2020.
Abdul-Mateen đóng vai chính trong vai Morpheus (phiên bản thay thế của nhân vật) trong bộ phim The Matrix Resurrections.
Abdul-Mateen hiện đang đóng vai chính trong sự hồi sinh của Topdog / Underdog ở Broadway cùng với Corey Hawkins .
Vào tháng 10 năm 2022, đã có thông báo rằng Abdul-Mateen được chọn tham gia loạt phim truyền hình Disney+ Wonder Man thuộc Vũ trụ Điện ảnh Marvel với vai diễn là nhân vật chính.

## Đời tư
Abdul-Mateen sống ở thành phố New York. Sau cái chết của cha mình vào năm 2007, Abdul-Mateen bắt đầu nghiên cứu lịch sử gia đình mình, giải thích rằng "Cha tôi lớn lên và qua đời với mong muốn được biết cha mình đến từ đâu và về lịch sử của cha mình." Cha của ông có di sản Tây Ấn, mặc dù không rõ nguồn gốc xuất xứ.

## Danh sách phim
| Not yet released | Biểu thị các tác phẩm chưa được phát hành |

### Điện ảnh
| Năm  | Tiêu đề                        | Vai diễn                   | Đọa diễn                 | Ghi chú |
| ---- | ------------------------------ | -------------------------- | ------------------------ | --- |
| 2017 | The Vanishing of Sidney Hall   | Duane Jones                | Shawn Christensen        | |
| 2017 | Đội cứu hộ bãi biển            | Sergeant Garner Ellerbee   | Seth Gordon              | |
| 2017 | Bậc thầy của những ước mơ      | W.D. Wheeler               | Michael Gracey           | |
| 2018 | First Match                    | Darrel                     | Olivia Newman            | |
| 2018 | Boundaries                     | Serge                      | Shana Feste              | |
| 2018 | Aquaman: Đế vương Atlantis     | David Kane / Manta         | James Wan                | |
| 2019 | Chúng ta                       | Russel Thomas / Weyland    | Jordan Peele             | |
| 2019 | Sweetness in the Belly         | Aziz                       | Zeresenay Berhane Mehari | |
| 2020 | All Day and a Night            | Big Stunna                 | Joe Robert Cole          | |
| 2020 | The Trial of the Chicago 7     | Bobby Seale                | Aaron Sorkin             | Critics' Choice Movie Award for Best Acting Ensemble Satellite Award for Best Ensemble – Motion Picture Screen Actors Guild Award for Outstanding Performance by a Cast in a Motion Picture Nominated – AARP Movies for Grownups Award for Best Ensemble Nominated – Austin Film Critics Association Award for Best Ensemble Nominated – Black Reel Award for Outstanding Breakthrough Performance, Male Nominated – Detroit Film Critics Society Award for Best Ensemble Nominated – Florida Film Critics Circle Award for Best Ensemble Nominated – Georgia Film Critics Association Award for Best Ensemble Nominated – Hollywood Critics Association Award for Best Cast Ensemble Nominated – San Diego Film Critics Society Award for Best Performance by an Ensemble Nominated – Washington D.C. Area Film Critics Association Award for Best Ensemble |
| 2021 | Candyman                       | Anthony McCoy and Candyman | Nia DaCosta              | Critics' Choice Super Award for Best Actor in a Horror Movie Fangoria Chainsaw Award for Best Lead Performance |
| 2021 | Ma trận: Hồi sinh              | Morpheus / Smith           | Lana Wachowski           | |
| 2022 | Xe cấp cứu                     | Will Sharp                 | Michael Bay              | |
| 2023 | Aquaman và Vương Quốc Thất Lạc | David Kane / Black Manta   | James Wan                | |

### Truyền hình
| Năm       | Tiêu đề             | Vai diễn                     | Ghi chú |
| --------- | ------------------- | ---------------------------- | --- |
| 2016–2017 | The Get Down        | Clarence "Cadillac" Caldwell | Main role, 11 episodes |
| 2018      | The Handmaid's Tale | Omar                         | 1 episode |
| 2019      | Black Mirror        | Karl                         | Episode: "Striking Vipers" |
| 2019      | Watchmen            | Cal Abar                     | Miniseries, 8 episodes Recipient of Black Reel Award for Outstanding Supporting Actor, TV Movie or Limited Series Primetime Emmy Award for Outstanding Supporting Actor in a Limited Series or Movie |
| TBA       | Wonder Man          | Simon Williams / Wonder Man  | Main role |